# Vincenzo Scarantino
Vincenzo Scarantino (Palermo, 21 ottobre 1965) è stato un criminale italiano, che è stato collaboratore di giustizia nei processi per la Strage di via D'Amelio.
Le sue dichiarazioni hanno assunto un valore determinante nei processi "Borsellino uno" e "Borsellino bis" portando a sentenze definitive di condanna all'ergastolo di persone innocenti, e sono ritenute al centro di "uno dei più gravi depistaggi della storia giudiziaria italiana".

## Biografia
Nato a Palermo il 21 ottobre 1965, è cresciuto nel quartiere Guadagna, dove veniva chiamato "Enzo" o "Enzuccio", nonostante la mole imponente. È stato bocciato più volte alle scuole elementari, e non ha conseguito la licenza elementare, mantenendo l'incapacità di scrivere in corretto italiano fino ad età adulta. Si è sposato con Rosaria Basile ed hanno avuto tre figli. Era un adepto della congregazione religiosa della chiesa dell'Assunta.
Vincenzo Scarantino era cognato del boss mafioso Salvatore Profeta, in quanto questi aveva sposato sua sorella Ignazia,; tuttavia Scarantino non era un affiliato di Cosa Nostra. Fin dal 1992 è stato presentato alla stampa come venditore di sigarette di contrabbando o schedine del totonero.

### Arresto e processi
Tra le auto carbonizzate nell'attentato al giudice Borsellino, una Fiat 126 risultava rubata ad una certa Pietrina Valenti, e così gli inquirenti misero sotto sorveglianza il suo telefono di casa. Ascoltando le conversazioni, ritennero di avere elementi per arrestare, il 5 settembre 1992, suo fratello Luciano Valenti, che con l'amico Salvatore Candura e con un altro parente avrebbero commesso, secondo la polizia, una violenza carnale a scopo di rapina.
Salvatore Candura accusò Scarantino di avergli commissionato il furto di quell'automobile, e pertanto Scarantino venne arrestato il 26 settembre 1992.
Scarantino venne recluso nel carcere di Venezia e poi nel carcere di massima sicurezza di Pianosa. Nel luglio 1994 il procuratore di Caltanissetta Giovanni Tinebra, la sostituta Ilda Boccassini e il vicequestore di Palermo Arnaldo La Barbera annunciarono in una conferenza stampa che Scarantino aveva deciso di "collaborare": avrebbe "confessato" una sua versione di come sarebbe stata decisa e organizzata la strage in cui morì il giudice Borsellino. Scarantino raccontò anche che, nel corso della sua carriera criminale, avrebbe commesso diversi omicidi, sia per strangolamento, sia con una coltellata alla gola, sia con la pistola. La sentenza di primo grado del processo denominato poi Borsellino uno, emessa nel gennaio 1996, fu la condanna a 17 anni di reclusione per il delitto di strage e 1 altro anno per reati minori.
Quando Scarantino si accusò, le opinioni su di lui erano divise: da una parte c'era chi credeva alle sue parole, dall'altra c'era chi esprimeva forti dubbi sulla sua credibilità, come raccontano Ilda Boccassini e Antonio Ingroia. Un tentativo di dimostrare che Scarantino non era affiliato di Cosa nostra fu tentato da un avvocato di Salvatore Profeta, che fece testimoniare più persone nel processo Borsellino uno che raccontarono di una relazione affettiva dello Scarantino di tipo non eterosessuale, sostenendo che Cosa nostra non accettava omosessuali tra i suoi uomini.
Nel 1998 Scarantino ha ammesso di non avere preso parte all'attentato di via D'Amelio e di essere stato costretto da Arnaldo La Barbera, ex capo della squadra mobile di Palermo a confessare il falso, e di aver subito maltrattamenti durante la sua detenzione nel carcere di Pianosa. Ma né le denunce della moglie di Scarantino sulle torture subite né la ritrattazione delle sue iniziali auto-accuse vennero ritenute attendibili: ad esempio l'allora procuratore di Palermo Gian Carlo Caselli difese l'operato di La Barbera.
Nel 2008 il pentito Gaspare Spatuzza ha confessato di essere stato l'autore del furto dell'auto FIAT 126 usata per l'attentato, scagionando Scarantino e dimostrando che era un falso pentito, usato per sviare le indagini sulla morte di Borsellino.

### Liberazione
È stato liberato dal carcere di Torino nel 2011 per effetto della sospensione della pena decretata dalla Corte d'appello di Catania a seguito delle rivelazioni di Spatuzza nel processo Borsellino quater; è stato portato in una località segreta in quanto gli investigatori temevano per la sua incolumità.
Nel 2014 ha subito un fermo da parte della squadra mobile di Torino per una presunto abuso sessuale ai danni di una donna con disabilità psichica ospite di una comunità.. Quest'ultimo arresto è avvenuto all'uscita dello studio televisivo del talk show Servizio Pubblico nel corso del quale Scarantino era stato intervistato, con una maschera in volto, a riguardo del suo coinvolgimento nei processi sulla strage di Via D'Amelio.
Nel 2019, sentito come testimone nel processo per i depistaggi sulla strage del 1992, ha rilasciato una deposizione nella quale ha affermato: «Ero un ragazzo. E se non combaciavano le cose che dovevo dire, loro mi dicevano di non preoccuparmi. Io andavo dai magistrati e ripetevo, quando ci riuscivo, quello che mi facevano studiare.»